# Rochester Hills, Michigan
Rochester Hills là một thành phố thuộc quận Oakland trong tiểu bang Michigan, Hoa Kỳ. Thành phố có tổng diện tích km², trong đó diện tích đất là km². Theo điều tra dân số Hoa Kỳ năm 2010, thành phố có dân số 70.995 người.
Thành phố Rochester được bao bọc ở phía bắc, phía nam và phía tây bởi các đồi Rochester. Rochester Hills là một vùng ngoại ô phía bắc của vùng đô thị Detroit.
Rochester College nằm ở Rochester Hills, và Đại học Oakland có một phần nằm ở Rochester Hills và một phần Auburn Hills ở tiểu bang láng giềng, mặc dù nó sử dụng một địa chỉ gửi thư Rochester. Tòa nhà Meadown Brook của Dodge-Wilson mở cửa cho công chúng cho hướng dẫn du lịch. Khu học chánh Avondale và các trường học Rochester Cộng đồng các huyện trường công lập ở Rochester Hills. Các tổ chức khác nằm trong giới hạn thành phố bao gồm Chó lãnh đạo cho người mù và Crittenton Bệnh viện.
Các ngôi làng chưa được hợp nhất Stony Creek nằm trong phạm vi ranh giới thành phố.
Phần lớn của khu vực trong những dặm phía bắc (48306) là rừng, làm cho nó hấp dẫn cho những người tìm kiếm sự riêng tư và nhà ở cao cấp. Khu vực này cũng là nơi để các địa phương vận động viên, những người nổi tiếng, người dân thuộc tầng lớp trên và lãnh đạo doanh nghiệp từ các khu vực đô thị Detroit và Flint. 
Sân bay lớn xung quanh khu vực sân bay quốc tế Bishop tọa lạc ở Flint và sân bay Detroit Metro ở Romulus.